# Little Boy
Little Boy ("menininho", em português) é o código da bomba atômica lançada sobre Hiroshima, no Japão, em 6 de agosto de 1945, segunda-feira, ao término da Segunda Guerra Mundial.
Após ter sido largado a partir do avião denominado Enola Gay (um modelo B-29 Superfortress) pilotado pelo então tenente-coronel Paul Tibbets, a cerca de 9 450 m (31 000 pés) de altitude, o artefato explodiu aproximadamente às 8h15 da manhã (hora local) a cerca de 600 m do solo, com uma explosão de potência equivalente à de 15 Kilotons de TNT. Foi a primeira das duas únicas armas nucleares que foram utilizadas em guerra.
A Little Boy tinha 3 metros em comprimento, 71 centímetros de largura e massa de aproximadamente 4 400 quilos. O projeto tinha um mecanismo igual ao de uma arma para explodir uma massa de urânio-235 e três anéis de U-235, iniciando uma reação nuclear em cadeia. Continha 65 quilos de U-235. O urânio foi enriquecido nas enormes fábricas de Oak Ridge, no Tennessee, durante o Projeto Manhattan.
Aproximadamente 70 mil pessoas foram mortas como um resultado direto da explosão, e um número equivalente de pessoas foram feridas. Um maior número de pessoas foram morrendo após a explosão devido a grande exposição a radiação após o ataque por causa de cânceres. Também muitas mães grávidas perderam os seus filhos e em outros casos as crianças nasceram com deformações.

## Estrutura
1. Estabilizador;
2. Estrutura do detonador;
3. Detonador;
4. Explosivo (cordite);

Diagrama da arma de fissão do tipo balístico.

5. Projétil de Urânio-235 (peso total 26 kg);
6. Entradas para o instrumento de medição e barômetro;
7. Fuselagem;
8. Controle de detonação;
9. Cano de aço de 10 cm de diâmetro e 2 m de comprimento;
10. Antenas do radar:
11. Cabos para conexão;
12. Estrutura de suporte do alvo de urânio;
13. Urânio-235 alvo com 38 kg;
14. Refletor de nêutrons de Carboneto de tungstênio;
15. Iniciador de nêutrons;
16. Estrutura de suporte do alvo de urânio;
17. Cavidade para receber o cilindro de boro de segurança.

## Explosão

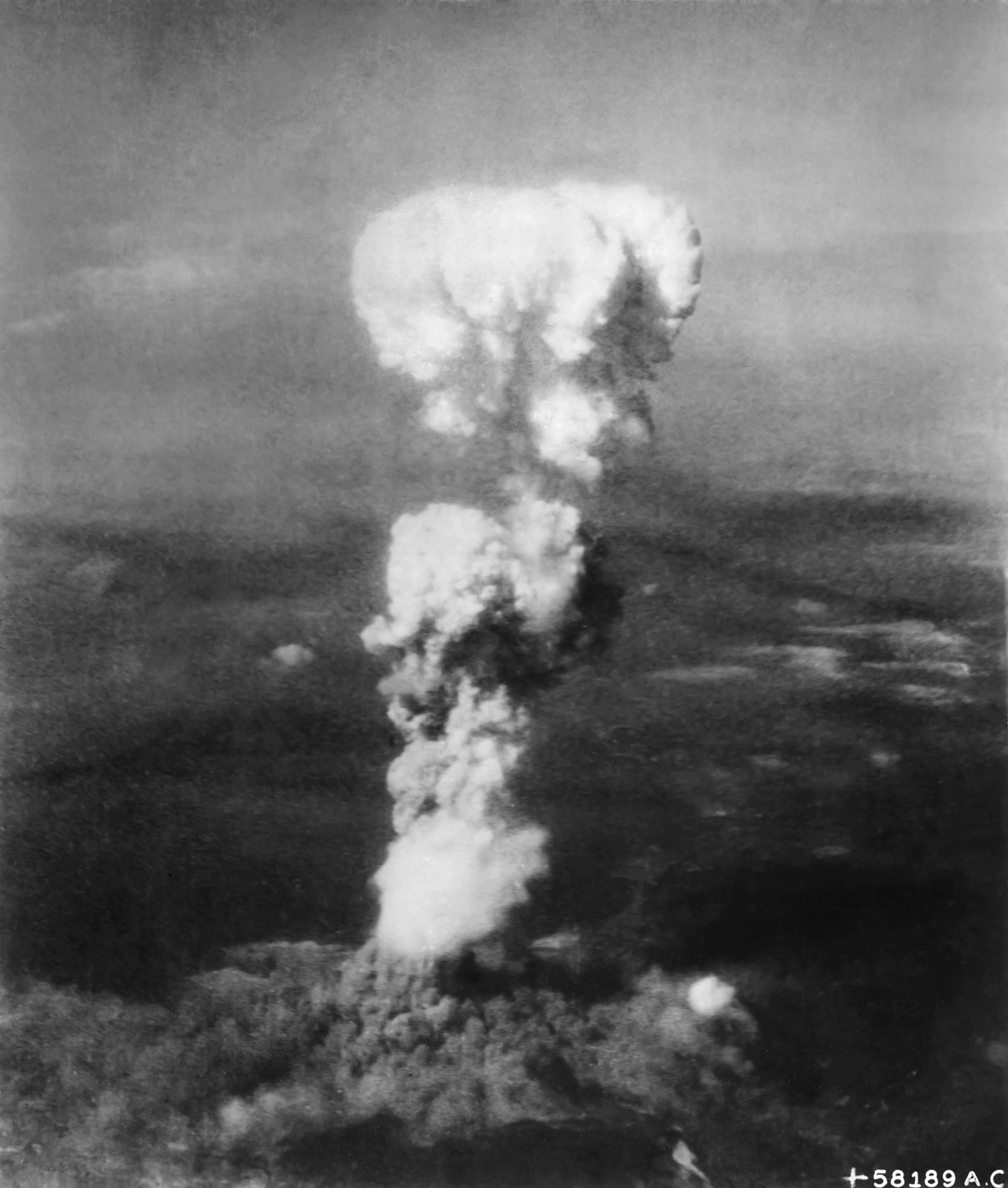
A nuvem em forma de cogumelo sobre Hiroshima após a detonação de Little Boy em 6 de agosto de 1945. É visível uma separação entre a cabeça superior do cogumelo e o caule. Esta fotografia e sua aparência vagamente de ponto de interrogação foram usadas como inspiração para a insígnia do Distrito de Engenharia de Manhattan e foi amplamente reimpressa em todo o mundo poucos dias após o ataque.

O capitão William Sterling Parsons, o armador do Enola Gay, estava preocupado com a possibilidade de uma detonação acidental se o avião caísse na decolagem, então decidiu não carregar os quatro sacos de pólvora no canhão até que a aeronave estivesse em voo. Após a decolagem, Parsons e seu assistente, Segundo-Tenente Morris R. Jeppson, seguiram para o compartimento de bombas ao longo de uma passarela estreita no lado esquerdo. Jeppson segurou uma lanterna enquanto Parsons desconectava os fios do detonador, removia o plugue da culatra, inseria os sacos de pólvora, recolocava o plugue da culatra e reconectava os fios. Antes de subir à altitude na aproximação ao alvo, Jeppson trocou os três plugs de segurança entre os conectores elétricos da bateria interna e o mecanismo de disparo de verde para vermelho, armando completamente a bomba e monitorando seus circuitos.
A bomba foi lançada sobre Hiroshima aproximadamente às 08:15 (horário local) em 6 de agosto de 1945, levando 44,4 segundos para cair, detonando a uma altitude de um pouco mais de 600 metros. Embora menos potente que a Fat Man, que foi lançada sobre Nagasaki, os danos e o número de vítimas em Hiroshima foram muito maiores, pois a cidade estava em um terreno plano, enquanto o hipocentro de Nagasaki ficava em um pequeno vale. Estimativas de 1945 indicam que 66 000 pessoas foram mortas e outras 69 000 ficaram feridas. Estimativas posteriores sugerem que o número de mortos pode ter chegado a 140 000 pessoas. O instituto de Pesquisa de Bombardeio Estratégico dos Estados Unidos estimou que, dos 24 158 soldados do Exército Imperial Japonês em Hiroshima na época do bombardeio, 6 789 foram mortos ou desapareceram. A medição exata da potência explosiva da bomba foi problemática, pois a arma nunca havia sido testada. O presidente Harry S. Truman anunciou oficialmente que a potência era de 20 quilotons de TNT, com base na avaliação visual de Parsons de que a explosão foi maior do que a do teste nuclear Trinity. Estudos mais rigorosos após a guerra estimaram o rendimento da bomba em cerca de 15 quilotons de TNT.

## Após a destruição
|                                    |  |                                     |
| Hiroshima antes do bombardeamento. |  | Hiroshima depois do bombardeamento. |

O operador de controle da Japanese Broadcasting Corporation, em Tóquio, reparou que a estação de Hiroshima tinha saído do ar. Ele tentou restabelecer o seu programa usando outra linha telefónica, mas esta também falhou. Cerca de vinte minutos mais tarde, o centro telegráfico de Tóquio verificou que a principal linha telegráfica tinha deixado de funcionar logo ao norte de Hiroshima. De algumas pequenas estações de caminho-de-ferro a menos de 16 km da cidade chegaram notícias não oficiais e confusas de uma terrível explosão em Hiroshima. Todas estas notícias foram transmitidas para o Quartel-General do Estado-Maior japonês.
|                                               |  |                                                |
| Maquete de Hiroshima antes do bombardeamento. |  | Maquete de Hiroshima depois do bombardeamento. |

Bases militares tentaram repetidamente chamar a Estação de Controle do Exército em Hiroshima. O silêncio completo daquela cidade confundiu os homens do Quartel-General; eles sabiam não ter ocorrido qualquer grande ataque inimigo e que não havia uma grande quantidade de explosivos em Hiroshima naquela altura. Um jovem oficial do Estado-Maior japonês foi instruído para voar imediatamente para Hiroshima, para aterrar, observar os danos, regressar a Tóquio e apresentar ao Estado-Maior informação fiável. A opinião mais ou menos geral, no Quartel-General, era de que nada de importante tinha ocorrido, que tudo não passava de um terrível rumor deflagrado por algumas centelhas de verdade.
O oficial dirigiu-se ao aeroporto e decolou em direcção a sudoeste. Após voar durante aproximadamente três horas, ainda a uma distância de 160 km de Hiroshima, ele e o seu piloto viram uma imensa nuvem de fumo da bomba. Na soalheira tarde, os restos de Hiroshima ardiam. O avião em breve chegou à cidade, à volta da qual ambos fizeram círculos sem acreditar no que viam. Uma grande cicatriz no solo ainda a arder, coberto por uma pesada nuvem de fumo, era tudo o que restava. Aterraram a sul da cidade e o oficial, após contactar com Tóquio, começou imediatamente a organizar medidas de socorro. O conhecimento por parte de Tóquio do que realmente tinha causado o desastre veio do anúncio público da Casa Branca, em Washington, dezesseis horas após o ataque nuclear a Hiroshima.

## Relatos
Veja o depoimento Sumie Kuramoto, que presenciou o ataque aos 16 anos de idade:
| “ | Nunca esquecerei esse momento. Pouco depois das 8 da manhã, houve um estrondo, uma explosão reverberante e, no mesmo instante, um clarão de luz amarelo-alaranjado entrou pelo vidro do telhado. Ficou tudo tão escuro como noite. Um golpe de vento atirou-me no ar e a seguir no chão, contra as pedras. A dor estava apenas brotando quando o prédio começou a ruir em torno de mim. | ” |

| “ | Aos poucos o ar se aclarou e eu consegui sair dos destroços. No caminho para um dos centros de emergência vi muita confusão. As ruas estavam tão quentes que queimavam meus pés. Casas ardiam, os trilhos de bonde irradiavam uma luz sinistra e no local de um templo pessoas se amontoavam. Algumas respiravam, a maioria estava imóvel. No pronto-socorro chegava gente correndo, as roupas rasgadas, chorando, gritando. Alguns tinham o rosto ensanguentado e inchado, outros tinham a pele queimada caindo aos frangalhos de seus braços e pernas. Dentro de um bonde vi fileiras de esqueletos brancos. Havia também os ossos de pessoas que tentaram fugir. Hiroshima tinha se tornado num verdadeiro inferno." | ” |

## Estruturas sobreviventes

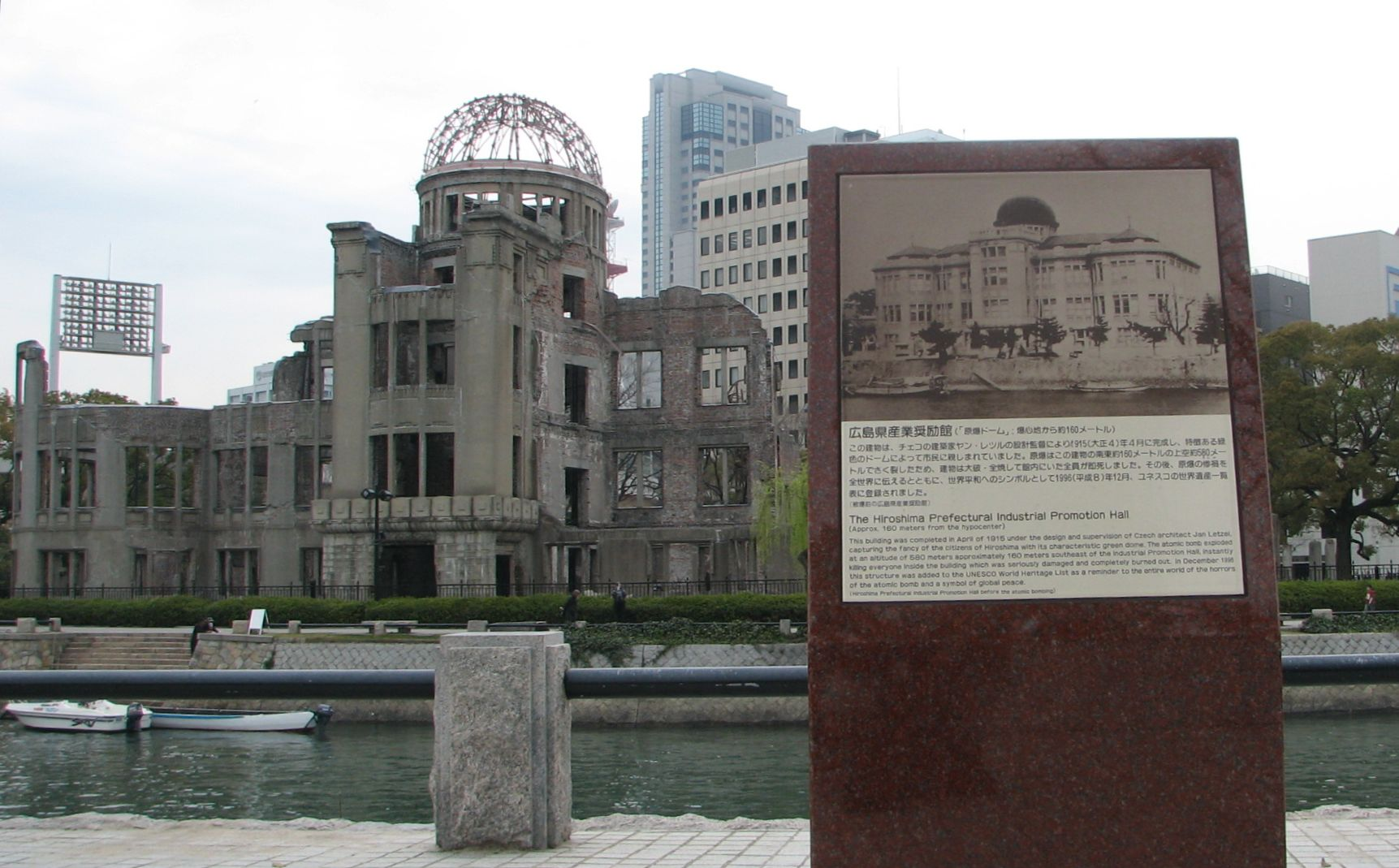
A "Cúpula Genbaku" atualmente.

Alguns dos edifícios de concreto armado reforçado de Hiroshima foram construídos tendo em mente o perigo, sempre presente, de terremotos, pelo que, muito embora estivessem localizados no centro da cidade, a sua hiperestrutura não colapsou. Como a bomba detonou no ar, a onda de choque foi orientada mais na vertical (de cima para baixo) do que na horizontal, fator largamente responsável pela sobrevivência do que é hoje conhecido por "Cúpula Genbaku", ou "Cúpula da Bomba Atómica", projectada e construída pelo arquiteto checo Jan Letzel, a qual estava a apenas a 150 m do hipocentro da explosão. A ruína foi chamada de Memorial da Paz de Hiroshima e foi tornada Património Mundial pela UNESCO em 1996, decisão que enfrentou objecções por parte dos Estados Unidos e da China.